# Viveca Serlachius
Viveca Elisabeth Marianne Serlachius Olsson (født 2. marts 1923, død 9. januar 1993) var en svensk skuespillerinde. I 1949 blev hun kendt som den første person til at spille Pippi Langstrømpe på film, da hun som 26-årig portrætterede en 9-årig pige. Filmen var baseret på Astrid Lindgrens børnebøger af samme navn.
Lindgren var ikke involveret i manuskriptet til filmen og protesterede mod tilføjelsen af nogle karaktere, som ikke var med i bøgerne. Selv det faktum, at Pippi blev spillet af en voksen skuespillerinde, blev efterfølgende stærkt kritiseret. I årene efter filmens premiere valgte Lindgren selv at stå for manuskripterne til de andre film baseret på hendes bøger.
Serlachius stoppede sin skuespillerkarriere i 1955. Hun var gift med arkitekten Torbjörn Olsson (1916-1998).

## Filmografi
- Pigen og djævelen (1944, ukrediteret)
- Nattevagtens hustru (1947, ukrediteret)
- Hvor er min kone? (1949)
- Pippi Langstrømpe (1949)
- Frøknens første barn (1950)
- Kæreste til leje (1951)
- Foreign Intrigue (tv-serie, 1951)
- En tilfældig pige (1952)
- 69, sergenten og jeg (1952)
- Brudar och bollar (1954)